# Status quaestionis
Status quaestionis (Latijn) of état de question (Frans) is een wetenschappelijke term die zoveel betekent als "de stand van het onderzoek". De term wordt gebruikt om werken aan te duiden die trachten de stand van zaken voor een bepaald vakgebied samen te vatten.
Daarnaast wordt de term ook gebruikt om het concept aan te duiden, dat men eerst moet weten wat anderen voor jou hebben gezegd of geschreven over een bepaald onderwerp, alvorens zelf dit onderwerp te gaan bestuderen. Bij dit concept kan de status quaestionis - als werk dat de huidige stand van zaken binnen een bepaald vakgebied weergeeft - een handig hulpmiddel zijn. 

## Voorbeeld
- H. Temporini - W. Haase (edd.), Aufstieg und Niedergang der römischen Welt, Berlijn, I: 1973-1973, II: 1974, III: in voorbereiding, IV: in voorbereiding.